# Yan Fang (softball)
Dans ce nom chinois, le nom de famille, Yan, précède le nom personnel.
Yan Fang (née en Chine le 26 juillet 1969 et morte le 2 février 2020) est une joueuse de softball chinoise. En 1996, elle remporta une médaille d'argent en softball aux Jeux olympiques d'Atlanta avec l'équipe chinoise de softball, en 2000, elle arriva en quatrième position des Jeux olympiques de Sydney.